# الصورة القذرة
الصورة القذرة (بالهندية: द डर्टी पिक्चर) فيلم سيرة درامي هندي من انتاج عام 2011 مستوحاة من حياة الممثلة الهندية الجنوبية سيلك سميثا ويجسد الفيلم سيرة حياتها وموتها وأدوارها المثيرة، الفيلم بطولة فيديا بالان من إخراج ميلان لوثاريا وشارك في إنتاجه شوبها كابور وإيكتا كابور،
فازت بطولة فيلم فيديا بالان بأربعة جوائز خلال حفل توزيع جوائز “زي السينمائية 2012” التي نظمت في جزيرة ماكاو الصينية بحضور حشد كبير من نجوم ونجمات السينما الهندية وحازت النجمة فيديا بالان جائزة أفضل ممثلة.
كما حصل الفيلم على جائزة أفضل فيلم لعام 2011 وجائزة أفضل ممثلة بقرار لجنة التحكيم) إضافة إلى جائزة أفضل أغنية تصويرية في الفيلم.

## روابط خارجية
- الصورة القذرة على موقع IMDb (الإنجليزية)
- الصورة القذرة على موقع روتن توميتوز (الإنجليزية)
- الصورة القذرة على موقع نتفليكس (الإنجليزية)
- الصورة القذرة على موقع قاعدة بيانات الأفلام العربية
- الصورة القذرة على موقع ألو سيني (الفرنسية)
- الصورة القذرة على موقع Turner Classic Movies (الإنجليزية)
- الصورة القذرة على موقع أول موفي (الإنجليزية)
- الصورة القذرة على موقع فيلمافينيتي (الإسبانية)
- الصورة القذرة على موقع قاعدة بيانات الفيلم (الإنجليزية)
- الصورة القذرة على موقع ليتربوكسد (الإنجليزية)